# 金琪
金琪（英語：Janekie Li），本名李佳怡，中国配音演员，北斗企鹅工作室成员、配音导演。参与配音的作品有动画《女生宿舍日常》，电影《我是狼》等，执导的作品有《萤火奇兵》《海底小纵队》等。

## 导演作品
- 《海底小纵队》英国TV动画
- 《西游外传》《西游外传2》国产动画电影
- 《果乐城》国产动画
- 《叶罗丽3》国产动画

## 出演作品

### 动画作品

#### 2018年
- 叶母、东瀛一把刀————《凸变英雄LEAF》

#### 2017年
- 窦梅————《一人之下》第二季
- 楚芸溪————《墓王之王:寒铁斗》
- 大妈————《快把我哥带走》
- 女娲————《十万个冷笑话2》大电影

#### 2016年
- 大圆————《女生宿舍日常》
- 楚芸溪————《墓王之王:麒麟决》
- 太奶奶————《灵契》
- 大虎妈————《一人之下》

#### 2015年
- 宿舍阿姨————《端脑》
- 老伴、客服————《雏蜂》
- 女贩子、超市老板、亡灵女————《镇魂街》

#### 2014年
- 艾凤莲————《茶啊二中》
- 1+2、小鹿妈妈、731女尸————《尸兄》
- 鸠琉瑜————《灵域》
- 灵珑子、阿才老婆、猴众————《十万个冷笑话》
- 《我的朋友猪迪克》
- 《生日梦精灵》
- 《飞跃五千年》
- 《星星梦》
- 《果乐城》
- 《快乐小郑星》
- 《星猫》
- 《小猫啦啦》
- 《莫莫》
- 《夏桥街》

### 动画电影作品

#### 2017年
- 隐婆————《大护法》

#### 2016年
- 马小乐————《马小乐之玩具也疯狂》

#### 2014年
- 小白————《我是狼》
- 龙星————《洛克王国》

#### 2015年
- 灵珑子————《十万个冷笑话大电影》

#### 年代不明
- ？————《狮子坑》

### 游戏作品
- BT7、KV-3————《装甲少女》
- 战争姬————《Bloodline》
- 寻宝型米可、新春型米可————《乖离性百万亚瑟王》
- 《时光英雄》
- 《王牌英雄》
- 《师傅有妖气》
- 《萌萌军团》
- 《玩具争霸》
- 《诛神记》
- 《太极熊猫2》
- 《契约勇士》